# Ramat Jotam
Ramat Jotam (hebrejsky: רמת יותם) je náhorní plošina o nadmořské výšce cca 200-250 metrů v jižním Izraeli, v pohoří Harej Ejlat.
Nachází se cca 4 kilometry západně od centra města Ejlat a cca 4 kilometry východně od mezistátní hranice mezi Izraelem a Egyptem. Má podobu nevelké planiny, kterou na všech stranách obklopují vrcholy pohoří Harej Ejlat, na severu je to masiv Har Šlomo respektive jeho dílčí vrchol Har Asa, na západě jsou to kopce Har Rechavam a Har Jehošafat, na jihovýchodě je to pásmo nižších skalnatých pahorků, které odděluje tuto náhorní plošinu od Akabského zálivu a města Ejlat. Západní hranicí planiny je vádí Nachal Šlomo, na severovýchodě je to vádí Nachal Šachmon. Planinou prochází silnice číslo 12. Velká část plochy této planiny je využita pro umístění palivových zásobníků. Směrem k jihovýchodu, podél západního okraje zástavby Ejlatu odtud k Rudému moři vytéká vádí Nachal Garof.